# بيتر د هانافورد
بيتر د هانافورد (بالإنجليزية: Peter D. Hannaford)‏ (و. 1932 – 2015 م) هو كاتب من الولايات المتحدة الأمريكية. ولد في غلينديل، كاليفورنيا.
وهو عضو في الحزب الجمهوري.
توفي في إوريكا، هومبولدت، كاليفورنيا.